# 텍사스 홀덤
텍사스 홀덤(Texas hold 'em, Texas holdem, hold 'em, holdem)은 포커 카드 게임의 가장 인기 있는 변형이다. 각 플레이어에게 두 장의 비공개 카드(홀 카드)가 뒷면이 보이도록 지급되며, 그 다음 다섯 장의 커뮤니티 카드가 세 단계에 걸쳐 앞면이 보이도록 지급된다. 이 단계는 세 장의 카드("플롭"), 이어서 한 장의 추가 카드("턴" 또는 "포스 스트리트"), 그리고 마지막 카드("리버" 또는 "피프스 스트리트")로 구성된다. 각 플레이어는 다섯 장의 커뮤니티 카드와 자신의 두 장의 홀 카드를 포함한 일곱 장의 카드 중 어떤 조합으로든 가장 좋은 다섯 장의 포커 패를 만들려고 한다. 플레이어는 체크, 콜, 레이즈, 폴드의 베팅 옵션을 갖는다. 베팅 라운드는 플롭이 지급되기 전과 그 이후 각 카드가 지급된 후에 진행된다. 모든 베팅 라운드가 끝날 때까지 가장 좋은 패를 가지고 폴드하지 않은 플레이어가 해당 패에 걸린 모든 돈을 얻게 되며, 이를 팟(pot)이라고 한다. 특정 상황에서는 두 플레이어가 동일한 가치의 패를 가질 때 "스플릿 팟" 또는 "타이"가 발생할 수 있다. 이를 "찹 더 팟(chop the pot)"이라고도 한다. 텍사스 홀덤은 HORSE 및 HOSE에 포함된 H 게임이기도 하다.

## 목적
텍사스 홀덤은 모든 포커 변형과 마찬가지로, 플레이어들이 직접 기여한 돈이나 칩(이를 팟이라고 한다)을 놓고 경쟁한다. 카드는 무작위로 지급되며 플레이어의 통제 밖에 있으므로, 각 플레이어는 자신이 들고 있는 패와 상대방이 무엇을 들고 있고 어떻게 행동할지에 대한 예측에 기반하여 팟에 있는 돈의 양을 통제하려고 한다.
게임은 일련의 핸드(딜)로 나뉜다. 각 핸드가 끝나면 팟은 일반적으로 한 명의 플레이어에게 돌아간다(두 명 이상이 팟을 나누는 예외는 아래에서 논의된다). 핸드는 쇼다운에서 끝날 수 있으며, 이 경우 남은 플레이어들이 자신의 패를 비교하고 가장 높은 패를 가진 사람이 팟을 얻는다. 가장 높은 패는 보통 한 명의 플레이어에게만 있지만, 타이의 경우 두 명 이상에게 있을 수 있다. 핸드가 끝나는 다른 가능성은 한 명을 제외한 모든 플레이어가 폴드하여 팟에 대한 모든 권리를 포기하는 경우이며, 이 경우 팟은 폴드하지 않은 플레이어에게 돌아간다.
승리하는 플레이어의 목표는 모든 개별 핸드를 이기는 것이 아니라, 언제 그리고 얼마나 베팅하고, 레이즈하고, 콜하거나 폴드할지에 대해 수학적으로나 심리적으로 더 나은 결정을 내림으로써 장기적으로 승리하는 것이다. 승리하는 포커 플레이어는 상대방의 베팅을 유도하고 각 베팅 라운드에서 자신의 기대 이익을 극대화하여 장기적인 상금을 늘리려고 노력한다.

## 역사

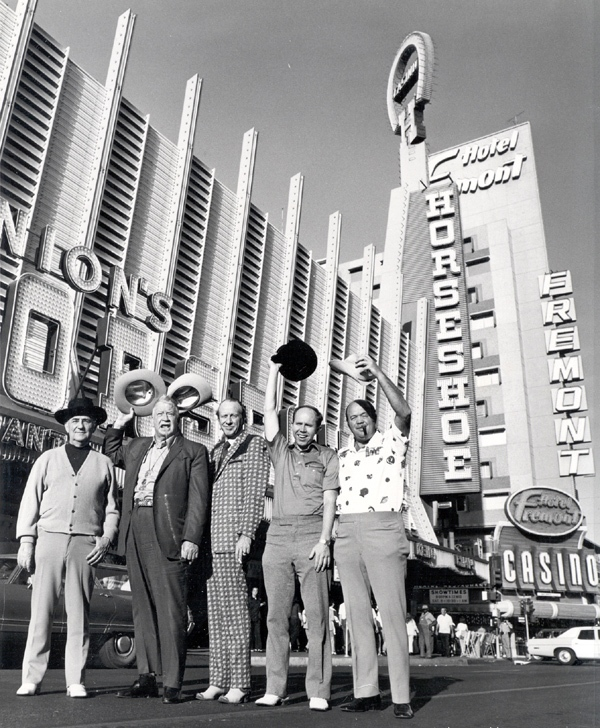
1974년 라스베이거스의 비니언스 호스슈 밖에서 조니 모스, 칠 윌스, 아밀리오 슬림, 잭 비니언, 퍼기 피어슨

텍사스 홀덤의 발명에 대해서는 알려진 바가 거의 없지만, 텍사스주 의회는 텍사스주 로브스타운을 이 게임의 발상지로 공식적으로 인정하며 20세기 초로 거슬러 올라간다.
이 게임이 텍사스주 전역에 퍼진 후, 1963년 코키 맥코쿼데일(Corky McCorquodale)에 의해 라스베이거스의 캘리포니아 클럽에 홀덤이 소개되었다. 이 게임은 인기를 얻어 빠르게 골든 너겟, 스타더스트, 듄스로 확산되었다. 1967년에는 크랜델 애딩턴(Crandell Addington), 도일 브런슨, 아마릴로 슬림을 포함한 텍사스 도박꾼 및 카드 플레이어 그룹이 라스베이거스에서 게임을 하고 있었다. 이때 "에이스 하이"가 에이스가 낮은 원래 형태에서 변경되었다. 애딩턴은 1959년에 처음 이 게임을 보았다고 말했다. "그때는 텍사스 홀덤이라고 부르지 않고 그냥 홀덤이라고 불렀어요. ... 저는 이 게임이 유행하면 주류 게임이 될 것이라고 생각했어요. 드로 포커는 두 번만 베팅하지만, 홀덤은 네 번 베팅하죠. 그 말은 전략적으로 플레이할 수 있다는 뜻이에요. 이것은 좀 더 생각하는 사람들을 위한 게임이었어요."
몇 년 동안 다운타운 라스베이거스의 골든 너겟 카지노는 라스베이거스에서 홀덤을 제공하는 유일한 카지노였다. 당시 골든 너겟의 포커룸은 "진정으로 '톱밥 깔린 곳'으로, … 기름에 절인 톱밥이 바닥을 덮고 있었다." 위치와 장식 때문에 이 포커룸은 부유한 손님을 많이 받지 못했고, 그 결과 전문 플레이어들은 더 눈에 띄는 장소를 찾았다. 1969년, 라스베이거스의 전문 플레이어들은 현재는 철거된 라스베이거스 스트립의 듄스 카지노 입구에서 텍사스 홀덤을 하도록 초대되었다. 이 눈에 띄는 위치와 포커 플레이어들이 텍사스 홀덤에 상대적으로 미숙했던 점은 전문 플레이어들에게 매우 수익성이 좋은 게임을 제공했다.
"도박 형제회 대회"를 설립하려던 시도가 실패한 후, 톰 무어(Tom Moore)는 1969년에 열린 제2회 도박 형제회 대회에 최초의 포커 토너먼트를 추가했다. 이 토너먼트에는 텍사스 홀덤을 포함한 여러 게임이 있었다. 1970년, 베니 비니언과 잭 비니언은 이 대회의 권리를 획득하여 월드 시리즈 오브 포커로 이름을 바꾸고 자신들의 카지노인 비니언스 호스슈로 옮겼다. 첫 해가 지난 후, 언론인 톰 새크리(Tom Thackrey)는 이 토너먼트의 메인 이벤트가 노 리밋 텍사스 홀덤이 되어야 한다고 제안했다. 비니언들은 동의했고, 그 이후로 노 리밋 텍사스 홀덤은 메인 이벤트로 플레이되어 왔다. 메인 이벤트에 대한 관심은 다음 두 십 년 동안 꾸준히 증가했다. 1972년에는 8명의 참가자만 있었지만, 1982년에는 100명 이상으로, 1991년에는 200명 이상으로 늘어났다.
이 시기에 B & G 퍼블리싱(B & G Publishing Co., Inc.)은 도일 브런슨의 혁명적인 포커 전략 가이드인 슈퍼/시스템을 출판했다. 1978년에 자체 출판되었고 가격이 100달러였음에도 불구하고, 이 책은 포커를 플레이하는 방식을 혁신했다. 이 책은 텍사스 홀덤을 다룬 최초의 책 중 하나였으며, 오늘날 이 게임에 대한 가장 중요한 책 중 하나로 인용된다. 1983년, 앨 알바레즈는 가장 큰 도박의 도시라는 책을 출판했는데, 이는 1981년 월드 시리즈 오브 포커 이벤트를 상세히 다룬 책이다. 이런 종류의 첫 번째 책으로, 전문 포커 플레이어의 세계와 월드 시리즈 오브 포커를 묘사했다. 알바레즈의 책은 포커 문학 장르를 시작하고 텍사스 홀덤(및 일반적으로 포커)을 더 넓은 대중에게 알리는 데 기여한 것으로 평가된다.
알바레즈의 책이 포커에 관한 첫 번째 책은 아니었다. 전 미국 정부 암호 해독가인 허버트 야들리의 '포커 플레이어의 교육'은 1957년에 출판되었다.
네바다주 밖에서 홀덤에 대한 관심은 1980년대에도 커지기 시작했다. 캘리포니아주에는 드로 포커를 제공하는 합법적인 카드룸이 있었지만, 텍사스 홀덤은 (지금은 들을 수 없는) "스터드-호스" 게임을 불법으로 규정한 법령에 따라 금지된 것으로 간주되었다. 그러나 1988년 티벳츠 대 반 데 캄프(Tibbetts v. Van De Kamp) 사건에서 텍사스 홀덤은 스터드-호스와 법적으로 다르다고 선언되었고, 기술 게임으로 선언되었다. 거의 즉시 주 전역의 카드룸에서 텍사스 홀덤을 제공했다. 이 결정이 홀덤이 기술 게임이라고 판결했다고 흔히 추정되지만, 캘리포니아주 법률에서 포커에 관한 기술과 우연의 구분이 적용된 적은 없다.
라스베이거스 여행 후, 북메이커 테리 로저스(Terry Rogers)와 리암 플러드는 1980년대 초 유럽 카드 플레이어들에게 이 게임을 소개했다.

## 인기
텍사스 홀덤은 현재 가장 인기 있는 포커 형태이다. 텍사스 홀덤의 인기는 2000년대에 텔레비전, 인터넷, 인기 문학을 통한 노출로 급증했다. 이 시기에 홀덤은 세븐카드 스터드를 대체하여 미국 카지노에서 가장 흔한 게임이 되었다. 노 리밋 베팅 형태는 널리 TV로 중계되는 월드 시리즈 오브 포커 (WSOP)와 월드 포커 투어 (WPT)의 메인 이벤트에서 사용된다. 
홀덤의 단순성과 인기는 적절한 플레이에 대한 권장 사항을 제공하는 다양한 전략 서적을 탄생시켰다. 이들 책 대부분은 비교적 적은 수의 핸드를 플레이하되, 플레이하는 핸드로는 자주 베팅하고 레이즈하는 전략을 권장한다.
21세기 첫 10년 동안 텍사스 홀덤은 전 세계적으로 인기가 급증했다. 많은 관찰자들은 이러한 성장을 다섯 가지 요인의 시너지 효과에 기인한다고 본다. 그 다섯 가지 요인은 다음과 같다: 온라인 포커의 발명, 영화 및 텔레비전에 등장, "홀 카드 캠"의 발명 및 사용(시청자들이 플레이어의 홀 카드를 보면서 전략과 의사 결정 과정을 파악할 수 있게 함), 온라인 카드룸을 광고하는 TV 광고의 등장, 그리고 온라인 예선 통과자 크리스 머니메이커의 2003년 월드 시리즈 오브 포커 챔피언십 우승.

### 텔레비전 및 영화
포커가 널리 TV로 방영되기 전, 맷 데이먼과 에드워드 노턴 주연의 영화 라운더스 (1998)는 영화 관람객들에게 게임을 삶의 방식으로 로맨틱하게 보여주었지만, 영화에서 묘사된 포커는 진지한 플레이어들에게 비판을 받기도 했다. 텍사스 홀덤은 영화의 주된 게임이었고, 도일 브런슨에 이어 노 리밋 형태는 "포커의 캐딜락"으로 묘사되었다. 1988년 월드 시리즈 오브 포커에서 조니 챈과 에릭 자이델의 고전적인 쇼다운 장면도 영화에 포함되었다. 최근에는 2006년 제임스 본드 영화 카지노 로얄의 줄거리에서 고액 텍사스 홀덤 게임이 중심이 되었는데, 이는 영화의 원작 소설인 동명 소설의 중심 카지노 게임인 바카라를 대신한 것이다. 2008년에는 호평을 받은 단편 영화 물 밖의 상어가 DVD로 출시되었다. 이 영화는 게임의 어둡고 중독적인 요소를 다루며 필 헬무스와 브래드 부스가 출연한다는 점에서 독특하다.
홀덤 토너먼트는 1970년대 후반부터 TV로 중계되었지만, 1999년 영국 TV 쇼 레이트 나이트 포커에서 플레이어들의 개인 홀 카드를 보여주기 위해 숨겨진 립스틱 카메라가 처음 사용될 때까지는 인기를 얻지 못했다. 2003년 초 월드 포커 투어가 립스틱 카메라 아이디어를 채택하면서 홀덤은 미국과 캐나다에서 관람 스포츠로서 인기가 폭발했다. 몇 달 후, ESPN의 2003년 월드 시리즈 오브 포커 중계는 온라인 토너먼트 시리즈에서 우승하여 토너먼트 참가 자격을 얻은 아마추어 플레이어인 인터넷 플레이어 크리스 머니메이커의 예상치 못한 승리를 특징으로 했다. 머니메이커의 승리는 "누구나—심지어 초보자도—세계 챔피언이 될 수 있다"는 평등주의적 생각에 기반하여 시리즈(인터넷 포커와 함께)에 대한 갑작스러운 관심 급증을 불러일으켰다.
2003년 WSOP 메인 이벤트에는 839명의 참가자가 있었고, 2004년에는 그 세 배에 달하는 참가자가 있었다. 2004년 WSOP 챔피언인 코네티컷 출신의 변리사 그렉 "포실맨" 레이머의 등극은 아마추어(특히 인터넷) 플레이어들 사이에서 이 이벤트의 인기를 더욱 부채질했다. 2005년 메인 이벤트에서는 전례 없는 5,619명의 참가자가 7,500,000달러의 1등 상금을 놓고 경쟁했다. 우승자인 호주의 조 하쳄은 준프로 선수였다. 이러한 성장은 2006년에도 계속되어 8,773명의 참가자와 1,200만 달러의 1등 상금(우승자 제이미 골드)을 기록했다.
시리즈 외에도, 오랫동안 방영된 월드 포커 투어를 포함한 다른 TV 쇼들도 텍사스 홀덤의 인기를 높이는 데 기여한 것으로 평가된다. 네트워크 및 일반 시청자 케이블 텔레비전에 등장하는 것 외에도, 포커는 이제 미국 스포츠 네트워크 프로그램의 정규 부분이 되었다.

### 문학
영국 언론인이자 전기 작가인 앤서니 홀든은 1988년부터 1989년까지 1년 동안 프로 포커 서킷에서 활동하며 자신의 경험을 빅 딜: 전문 포커 플레이어로서의 한 해에 담아냈다. 후속작인 더 큰 딜: 포커 붐 내부의 한 해는 2005년에서 2006년까지의 기간을 다루며 "인식할 수 없을 정도로 변한" 포커 세계를 묘사한다.
알바레즈의 획기적인 책 출판 20년 후, 제임스 맥마누스(James McManus)는 테드 비니언 살인 사건을 둘러싼 재판과 맥마누스 자신의 2000년 월드 시리즈 오브 포커 참가에 대해 동시에 묘사하는 반자전적 책인 '긍정적인 피프스 스트리트'(2003)를 출판했다. 포커 아마추어인 맥마누스는 노 리밋 텍사스 홀덤 메인 이벤트에서 5위를 차지하여 20만 달러 이상을 획득했다. 이 책에서 맥마누스는 시리즈를 둘러싼 사건들, 샌디 머피와 릭 타비시의 재판, 포커 전략, 그리고 포커 및 월드 시리즈의 역사에 대해 논한다.
마이클 크레이그의 2005년 책 교수, 은행가, 그리고 자살 왕은 텍사스 은행가 앤디 빌과 순환하는 포커 프로 그룹 사이의 고액 텍사스 홀덤 일대일 게임 시리즈를 상세히 다룬다. 2006년 기준으로, 이 게임들은 역사상 가장 높은 스테이크로 플레이되었으며, 고정 리밋 $100,000–$200,000에 달했다.

### 온라인 포커

파티 게이밍의 포커 수익 (2002–2006). 2006년 하락은 UIGEA 때문이다.

온라인에서 저렴하고 익명으로 플레이할 수 있는 능력은 텍사스 홀덤의 인기가 증가한 원인으로 꼽힌다. 온라인 포커 사이트는 사람들이 게임을 시도해 볼 수 있게 하고 (어떤 경우에는 게임이 완전히 무료이며 단순한 재미를 위한 사교적 경험임) 또한 새틀라이트라고 알려진 작은 토너먼트를 통해 (월드 시리즈 오브 포커와 같은) 큰 토너먼트에 참가할 수 있는 길을 제공한다. 2003년과 2004년 월드 시리즈 노 리밋 홀덤 메인 이벤트 우승자 (각각 크리스 머니메이커와 그렉 레이머)는 이러한 토너먼트를 통해 자격을 얻었다.
온라인 포커는 1998년 시작부터 2003년까지 성장했지만, 머니메이커의 우승과 2003년 TV 광고의 등장은 2004년 업계 수익을 세 배로 늘리는 데 기여했다.

## 규칙

### 베팅 구조

딜러 버튼에 대한 블라인드 위치를 보여주는 표준 홀덤 게임

홀덤은 보통 스몰 블라인드와 빅 블라인드 베팅을 사용하여 플레이한다—두 플레이어가 강제로 하는 베팅이다. 안테 (모든 플레이어의 강제 기여)는 블라인드 외에 사용될 수 있으며, 특히 토너먼트 플레이의 후반 단계에서 그렇다. 딜러 버튼은 딜러 위치의 플레이어를 나타내기 위해 사용된다. 딜러 버튼은 각 핸드 후에 시계 방향으로 회전하며, 딜러와 블라인드의 위치를 변경한다. 스몰 블라인드는 딜러의 왼쪽에 있는 플레이어가 걸며 보통 빅 블라인드의 절반과 같다. 스몰 블라인드의 왼쪽에 있는 플레이어가 거는 빅 블라인드는 최소 베팅과 같다. 토너먼트 포커에서는 블라인드/안테 구조가 토너먼트가 진행됨에 따라 주기적으로 증가한다. 한 번의 베팅 라운드가 끝나면 다음 베팅 라운드는 스몰 블라인드의 플레이어부터 시작한다.
두 명의 플레이어만 남았을 때는 특별한 "헤드업(head-to-head)" 규칙이 적용되며 블라인드는 다르게 놓인다. 이 경우, 딜러 버튼을 가진 사람이 스몰 블라인드를 내고, 상대방이 빅 블라인드를 낸다. 딜러는 플롭이 나오기 전에 먼저 행동한다. 플롭 후에는 딜러가 마지막으로 행동하며, 해당 핸드의 나머지 동안 계속 그렇게 한다.
홀덤의 가장 일반적인 세 가지 변형은 리밋 홀덤, 노 리밋 홀덤, 그리고 팟 리밋 홀덤이다. 리밋 홀덤은 역사적으로 미국 카지노의 라이브 액션 게임에서 가장 인기 있는 홀덤 형태였다. 리밋 홀덤에서는 처음 두 베팅 라운드(프리플롭 및 플롭) 동안 베팅과 레이즈가 빅 블라인드와 같아야 한다. 이 금액을 스몰 베팅이라고 한다. 다음 두 베팅 라운드(턴 및 리버)에서는 베팅과 레이즈가 빅 블라인드의 두 배와 같아야 한다. 이 금액을 빅 베팅이라고 한다.
노 리밋 홀덤은 인기가 높아졌으며, TV로 중계되는 토너먼트 포커에서 가장 흔히 볼 수 있는 형태이며, 월드 시리즈 오브 포커의 메인 이벤트에서 플레이되는 게임이다. 노 리밋 홀덤에서는 플레이어가 최소 레이즈 이상으로 테이블에 있는 모든 칩(이를 올인 베팅이라고 한다)까지 어떤 금액이든 베팅하거나 레이즈할 수 있다. 최소 레이즈는 이전 베팅 또는 레이즈의 크기와 같다. 누군가 다시 레이즈를 하고 싶다면, 이전 레이즈 금액 이상으로 레이즈해야 한다. 예를 들어, 빅 블라인드가 2달러이고 6달러가 레이즈되어 총 8달러가 되었다면, 다시 레이즈하려면 최소 6달러를 더 레이즈하여 총 14달러가 되어야 한다. 만약 레이즈 또는 다시 레이즈가 올인이며 이전 레이즈 크기와 같지 않다면 (또는 일부 카지노에서는 절반 크기), 처음 레이즈한 사람은 다시 레이즈할 수 없다 (다른 플레이어가 아직 게임에 남아있는 경우). 팟 리밋 홀덤에서는 최대 레이즈가 현재 팟의 크기(콜하는 데 필요한 금액 포함)이다.
홀덤을 제공하는 일부 카지노에서는 빅 블라인드 왼쪽에 있는 플레이어가 선택적으로 라이브 스트래들을 걸 수 있도록 허용하는데, 보통 빅 블라인드 금액의 두 배이다. 이로 인해 해당 플레이어는 빅 블라인드 역할을 하며, 자신의 차례가 다시 왔을 때 레이즈할 옵션을 갖는다. (일부 변형에서는 버튼에 스트래들을 허용한다.) 노 리밋 게임에서는 또한 법적 레이즈가 될 수 있는 어떤 금액으로든 여러 번 다시 스트래들을 걸 수 있다.

### 핸드 플레이

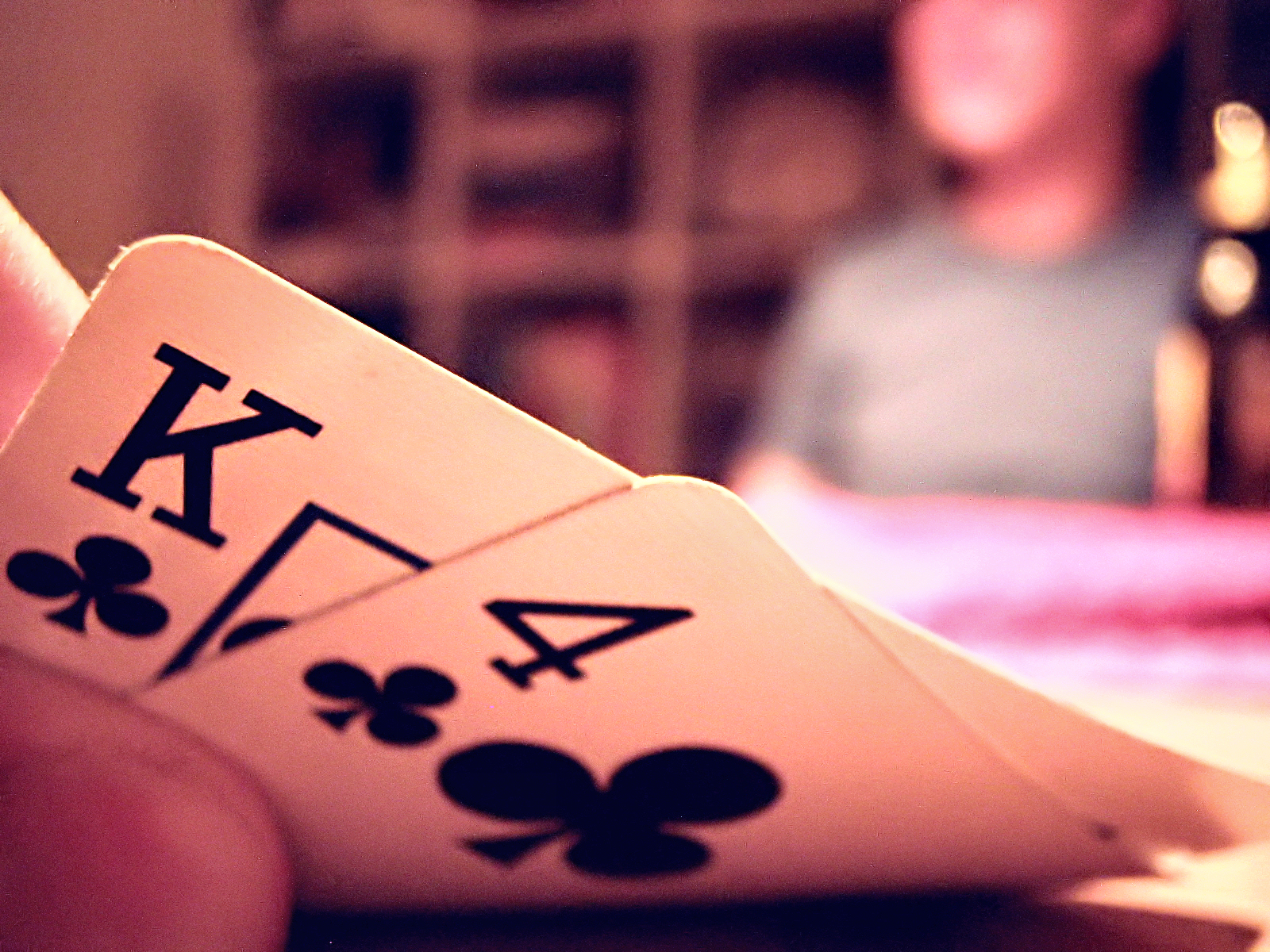
홀덤에서는 각 플레이어에게 두 장의 비공개 카드가 먼저 지급된다.

카드를 셔플한 후, 각 플레이어에게 두 장의 카드를 뒷면이 보이도록 지급하면서 게임이 시작된다. 스몰 블라인드에 있는 플레이어가 첫 번째 카드를 받고 버튼 자리에 있는 플레이어가 마지막 카드를 받는다. (대부분의 포커 게임과 마찬가지로, 덱은 조커가 없는 표준 52장 덱이다.) 이 카드들은 플레이어의 홀 카드 또는 포켓 카드이다. 이 카드들은 각 플레이어가 개별적으로 받는 유일한 카드이며, (아마도) 쇼다운에서만 공개되므로 텍사스 홀덤은 클로즈드 포커 게임이다.
핸드는 "프리플롭" 베팅 라운드로 시작되며, 빅 블라인드의 왼쪽 플레이어(블라인드가 사용되지 않는 경우 딜러의 왼쪽 플레이어)부터 시계 방향으로 진행된다. 베팅 라운드는 모든 플레이어가 폴드하거나, 모든 칩을 걸거나, 다른 모든 활동 중인 플레이어가 건 금액과 일치시킬 때까지 계속된다. 자세한 내용은 베팅을 참조하라. 프리플롭 베팅 라운드에서 블라인드는 "라이브"로 간주되며, 이는 블라인드 플레이어가 기여해야 할 금액으로 계산됨을 의미한다. 모든 플레이어가 빅 블라인드 위치의 플레이어에게 콜하면, 해당 플레이어는 체크하거나 레이즈할 수 있다.
프리플롭 베팅 라운드가 끝난 후, 적어도 두 명의 플레이어가 핸드에 참여하고 있다고 가정하면, 딜러는 플롭을 지급한다: 세 장의 앞면이 보이는 커뮤니티 카드이다. 플롭 다음에는 두 번째 베팅 라운드가 진행된다. 이 라운드와 모든 후속 베팅 라운드는 딜러의 왼쪽 플레이어부터 시작하여 시계 방향으로 계속된다.
플롭 베팅 라운드가 끝나면 한 장의 커뮤니티 카드(턴 또는 포스 스트리트)가 지급되고, 이어서 세 번째 베팅 라운드가 진행된다. 그런 다음 마지막 한 장의 커뮤니티 카드(리버 또는 피프스 스트리트)가 지급되고, 이어서 네 번째 베팅 라운드와 필요한 경우 쇼다운이 진행된다.
모든 카지노에서 딜러는 플롭, 턴, 리버 전에 카드를 버닝한다. 이 버닝 때문에 베팅하는 플레이어는 다음에 나올 커뮤니티 카드의 뒷면을 볼 수 없다. 이는 전통적인 이유로, 표시된 카드 때문에 플레이어가 다음에 딜될 카드를 미리 알게 될 가능성을 피하기 위함이다.

### 쇼다운
어떤 플레이어가 베팅하고 다른 모든 플레이어가 폴드하면, 남아있는 플레이어가 팟을 차지하며 홀 카드를 보여줄 필요가 없다. 최종 베팅 라운드 후에 두 명 이상의 플레이어가 남아있으면 쇼다운이 발생한다. 쇼다운에서 각 플레이어는 자신의 두 장의 홀 카드와 다섯 장의 커뮤니티 카드를 포함하는 일곱 장의 카드 중에서 만들 수 있는 최상의 포커 패를 플레이한다. 플레이어는 자신의 두 장의 홀 카드를 모두 사용하거나, 하나만 사용하거나, 전혀 사용하지 않을 수 있다. 만약 다섯 장의 커뮤니티 카드가 플레이어의 최상위 패를 형성한다면, 플레이어는 보드를 플레이한다고 말하며, 팟을 분할할 수밖에 없다. 왜냐하면 다른 모든 플레이어도 동일한 다섯 장의 카드를 사용하여 동일한 패를 구성할 수 있기 때문이다.
최고의 패가 두 명 이상의 플레이어에게 공유될 경우, 팟은 그들 사이에서 균등하게 분할되며, 남는 칩은 버튼 이후 시계 방향 순서로 첫 번째 플레이어들에게 돌아간다. 플레이어들이 가치가 비슷하지만 순위가 동일하지 않은 패를 가지는 것이 일반적이다. 그럼에도 불구하고, 최고의 패를 결정할 때 주의해야 한다. 만약 패가 다섯 장 미만의 카드(예: 투 페어 또는 트리플)를 포함한다면, 키커가 동점을 가르기 위해 사용된다(아래 두 번째 예시 참조). 카드의 숫자 순위가 유일하게 중요하며, 홀덤에서는 무늬의 가치는 무관하다.

### 패 가치
다음 표는 가능한 패의 가치를 오름차순으로 보여준다.
| 이름              | 설명 | 예시                                                                             |
| ----------------- | --- | -------------------------------------------------------------------------------- |
| 하이 카드         | 카드의 단순한 가치. 최저: 2 – 최고: 에이스 (예시에서는 킹)                                                 | 10 of clubs · 4 of hearts · 7 of diamonds · King of clubs · 2 of spades          |
| 원 페어           | 같은 가치의 카드 두 장                                                                                     | King of clubs · King of hearts · 7 of diamonds · 2 of clubs · 5 of spades        |
| 투 페어           | 같은 가치의 카드 두 장이 두 번                                                                             | King of clubs · King of hearts · 7 of diamonds · 7 of clubs · 5 of spades        |
| 트리플            | 같은 가치의 카드 세 장                                                                                     | King of clubs · King of hearts · King of diamonds · 7 of clubs · 5 of spades     |
| 스트레이트        | 연속된 5장의 카드 (에이스는 2 앞에 올 수도, 킹 뒤에 올 수도 있지만, 동시에 둘 다는 불가), 같은 무늬가 아님 | 3 of clubs · 4 of hearts · 5 of diamonds · 6 of clubs · 7 of spades              |
| 플러시            | 같은 무늬의 카드 5장, 순서대로 아님                                                                        | King of clubs · Queen of clubs · 9 of clubs · 8 of clubs · 2 of clubs            |
| 풀 하우스         | 트리플과 원 페어의 조합                                                                                    | King of clubs · King of hearts · King of diamonds · 7 of clubs · 7 of spades     |
| 포 카드           | 같은 가치의 카드 네 장                                                                                     | 6 of spades · 6 of diamonds · 6 of hearts · 6 of clubs · King of spades          |
| 스트레이트 플러시 | 같은 무늬의 스트레이트                                                                                     | 2 of spades · 3 of spades · 4 of spades · 5 of spades · 6 of spades              |
| 로열 플러시       | 같은 무늬의 최고 스트레이트                                                                                | 10 of hearts · Jack of hearts · Queen of hearts · King of hearts · Ace of hearts |

### 미스딜
첫 번째 또는 두 번째 카드가 공개되면 미스딜로 간주된다. 딜러는 카드를 회수하고 덱을 다시 셔플한 다음 다시 카드를 자른다. 그러나 딜러의 실수로 인해 다른 홀 카드가 공개되면 딜은 평소와 같이 계속된다. 딜을 완료한 후, 딜러는 공개된 카드를 덱의 맨 위 카드로 교체하고, 공개된 카드는 버닝 카드로 사용된다. 두 장 이상의 홀 카드가 공개되면 딜러에 의해 미스딜이 선언되고 핸드는 처음부터 다시 딜된다.
플레이어가 실수로 두 장 이상의 홀 카드를 받으면(예: 두 장의 카드가 붙어 있는 경우) 미스딜이 선언된다.

## 예시

### 샘플 쇼다운
다음은 샘플 쇼다운이다.
| 보드 | 보드 | 보드 | 보드   |
| ---- | ---- | ---- | ------ |
| 밥   | 캐롤 | 테드 | 앨리스 |

각 플레이어는 사용 가능한 7장의 카드 중에서 만들 수 있는 최고의 5장 카드 패를 플레이한다. 아래는 각 플레이어가 가진 최고의 패 목록이다.
| 밥     | 4 of clubs · 4 of hearts · 4 of diamonds · Ace of clubs · King of spades      | 트리플: 포 카드              |
| 캐롤   | Ace of spades · King of spades · 9 of spades · 8 of spades · 7 of spades      | 플러시: 에이스 하이          |
| 테드   | King of spades · King of hearts · King of diamonds · 4 of clubs · 4 of hearts | 풀 하우스: 킹스 풀 오브 포스 |
| 앨리스 | 8 of spades · 7 of spades · 6 of diamonds · 5 of diamonds · 4 of hearts       | 스트레이트: 포 투 에이트     |

이 경우, 테드는 가장 좋은 패(풀 하우스)를 가지고 있으므로 승리한다. 패의 강도 순서대로 배열하면 테드의 풀 하우스, 캐롤의 플러시, 앨리스의 스트레이트, 그리고 밥의 트리플 순이 된다.

### 샘플 핸드

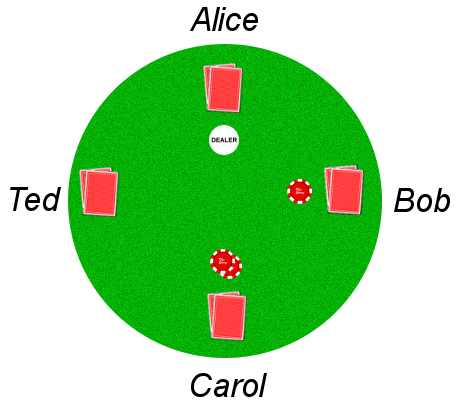
이 샘플 핸드의 블라인드

다음은 네 명의 플레이어가 참여하는 샘플 게임이다. 플레이어의 개별 패는 쇼다운 전까지는 공개되지 않아, 플레이 중에 어떤 일이 일어나는지 더 잘 이해할 수 있도록 한다.
강제 베팅: 앨리스는 딜러이다. 앨리스의 왼쪽에 있는 밥은 1달러의 스몰 블라인드를 내고, 캐롤은 2달러의 빅 블라인드를 낸다.
프리플롭: 앨리스는 밥부터 시작하여 자신에게 끝으로 각 플레이어에게 두 장의 홀 카드를 뒷면이 보이도록 딜한다. 테드는 빅 블라인드 다음의 첫 번째 플레이어이므로 먼저 행동해야 한다. 테드는 체크할 수 없다. 왜냐하면 2달러의 빅 블라인드가 베팅으로 간주되기 때문이며, 그래서 폴드한다. 앨리스는 2달러를 콜한다. 밥은 1달러의 스몰 블라인드에 추가로 1달러를 더하여 총 2달러를 콜한다. 캐롤의 블라인드는 "라이브"이므로(블라인드 참조) 여기서 레이즈할 옵션이 있지만, 캐롤은 대신 체크하여 첫 번째 베팅 라운드를 마친다. 이제 팟에는 세 명의 플레이어로부터 각각 2달러씩 총 6달러가 들어있다.
플롭: 앨리스는 이제 카드를 버닝하고 세 장의 앞면이 보이는 커뮤니티 카드, 9♣ K♣ 3♥를 플롭으로 딜한다. 이 라운드에서는 이후 모든 라운드와 마찬가지로 딜러의 왼쪽에 있는 플레이어가 베팅을 시작한다. 밥은 체크하고, 캐롤은 2달러로 오픈하고, 앨리스는 2달러를 추가로 레이즈(캐롤의 초기 베팅 2달러에 2달러를 더하고 2달러를 레이즈하여 총 4달러를 건다)하여, 이제 밥에게는 총 4달러의 베팅이 걸려 있다. 밥은 콜(캐롤의 초기 베팅 2달러와 앨리스의 레이즈 2달러에 맞춰 4달러를 건다)한다. 캐롤도 2달러를 걸어 콜한다. 이제 팟에는 이전 라운드의 6달러와 이번 라운드의 세 플레이어로부터의 12달러를 합하여 총 18달러가 들어 있다.
턴: 앨리스는 이제 또 다른 카드를 버닝하고 턴 카드를 앞면이 보이도록 딜한다. 그것은 5♠이다. 밥은 체크하고, 캐롤은 체크하고, 앨리스는 체크한다. 턴은 모두 체크되었다. 팟에는 여전히 18달러가 들어 있다.
리버: 앨리스는 또 다른 카드를 버닝하고 마지막 리버 카드인 9♦를 딜하여 최종 보드를 9♣ K♣ 3♥ 5♠ 9♦로 만든다. 밥은 4달러를 베팅하고, 캐롤은 콜하고, 앨리스는 폴드한다 (앨리스의 패는 A♣ 7♣이었고 리버 카드가 클럽이 되어 플러시가 되기를 바랐다).
쇼다운: 밥은 자신의 패인 Q♠ 9♥를 보여주므로, 가능한 최고의 다섯 장 카드 패는 트리플 나인, 킹-퀸 키커로 9♣ 9♦ 9♥ K♣ Q♠가 된다. 캐롤은 자신의 카드인 K♠ J♥를 보여주어, 최종 패는 투 페어 킹스 앤 나인스, 잭 키커로 K♣ K♠ 9♣ 9♦ J♥가 된다. 밥은 쇼다운에서 승리하여 26달러 팟을 얻는다.

### 키커와 타이
텍사스 홀덤에서는 커뮤니티 카드의 존재로 인해 여러 플레이어의 패 가치가 매우 비슷할 수 있다. 그 결과, 키커를 사용하여 승리하는 패를 결정하거나 두 개 이상의 패가 동점(타이)이 되는 경우가 흔하다. 키커는 다섯 장의 포커 패의 일부이지만, 패의 순위를 결정하는 데 사용되지 않는 카드이다. 예를 들어, 패 A-A-A-K-Q에서 킹과 퀸은 키커이다.
다음 상황은 키커와 카드 순위를 사용하여 동점을 가르고, 다섯 장 카드 규칙을 사용하는 중요성을 보여준다. 턴 이후, 보드와 플레이어의 홀 카드는 다음과 같다.
| 보드 (턴 이후) | 보드 (턴 이후) |
| -------------- | -------------- |
| 밥             | 캐롤           |

현재 밥은 Q♠ Q♣ 8♠ 8♥ K♥ 패로 앞서고 있으며, 퀸과 에이트 투 페어에 킹 키커를 가지고 있다. 이는 킹 키커 덕분에 캐롤의 Q♥ Q♣ 8♠ 8♥ 10♦ 패를 이긴다.
만약 마지막 카드가 A♠로 최종 보드가 8♠ Q♣ 8♥ 4♣ A♠가 되었다고 가정해보자. 밥과 캐롤은 여전히 각각 투 페어(퀸과 에이트)를 가지고 있지만, 이제 둘 다 마지막 에이스를 다섯 번째 카드로 사용할 수 있어, 그들의 패는 모두 퀸과 에이트 투 페어에 에이스 키커가 된다. 밥의 킹은 더 이상 플레이되지 않는다. 왜냐하면 보드의 에이스가 두 패 모두에서 다섯 번째 카드로 플레이되고, 패는 항상 가장 좋은 다섯 장의 카드로만 구성되기 때문이다. 따라서 그들은 동점이 되어 팟을 나눈다. 하지만 마지막 카드가 잭 또는 그 이하(풀 하우스를 만들 에이트나 캐롤에게 더 높은 두 번째 페어를 줄 텐이 아닌 경우)라면 밥의 킹은 계속 플레이되어 밥이 이긴다.

## 전략
대부분의 포커 저자들은 텍사스 홀덤 플레이에 대해 타이트하고 공격적인 접근 방식을 권장한다. 이 전략은 상대적으로 적은 수의 핸드를 플레이하지만(타이트), 플레이하는 핸드로는 자주 베팅하고 레이즈하는 것을 포함한다(공격적). 이 전략이 자주 권장되지만, 일부 프로 선수들은 다른 전략도 성공적으로 사용한다.
거의 모든 저자들이 플레이어가 플레이 순서에서 앉는 위치(포지션)가 텍사스 홀덤 전략의 중요한 요소라고 동의하며, 특히 노 리밋 홀덤에서 그렇다. 나중에 행동하는 플레이어는 먼저 행동하는 플레이어보다 더 많은 정보를 가지고 있다. 결과적으로, 플레이어는 일반적으로 나중에 행동하는 위치보다 초반 위치에서 더 적은 핸드를 플레이한다.
게임의 복잡성 때문에 학계에서도 약간의 관심을 받았다. 텍사스 홀덤 토너먼트를 고립된 복잡계로 정량적 모델을 개발하려는 시도는 어느 정도 성공을 거두었지만, 최적 전략의 전체적인 결과는 아직 탐구되지 않았다. 또한 앨버타 대학교와 카네기 멜런 대학교의 그룹들은 게임 이론과 인공지능의 기술을 활용하여 포커 플레이 프로그램을 개발하기 위해 노력했다. 2015년 1월, AAAS 저널 사이언스는 앨버타 대학교의 연구팀이 케페우스라는 컴퓨터 프로그램을 성공적으로 코딩했다고 보도했다. 이 프로그램은 플레이 경험을 통해 CFR 알고리즘을 최적화하고, 두 플레이어만 참여하는 헤드업 리밋 텍사스 홀덤 변형에서 강한 플레이어를 상대로 거의 완벽한 플레이를 할 수 있다. 이 프로그램은 모든 핸드를 이기지는 못하지만, 많은 수의 핸드에서 평균적으로 이길 수 있다. 이 프로그램은 프로 플레이어보다 더 다양한 전술을 보여주는데, 예를 들어 프로 플레이어가 폴드하는 경향이 있는 약한 패로 블러핑을 하기도 한다. 케페우스를 관찰하고 대결할 수 있는 공개 웹 접근이 가능하다.

### 시작 패

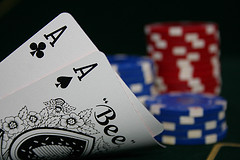
에이스 한 쌍은 텍사스 홀덤 포커에서 통계적으로 가장 좋은 시작 패이다.

각 플레이어에게 두 장의 카드만 지급되므로, 모든 시작 패를 특징짓기 쉽다. 표준 52장 덱에서 두 장의 카드를 뽑는 (52 × 51)/2 = 1,326가지의 서로 다른 조합이 가능하다. 어떤 무늬도 다른 무늬보다 강하지 않으므로, 이 중 많은 것들을 시작 패 전략 분석을 위해 동일하게 간주할 수 있다. 예를 들어, J♥ J♣와 J♦ J♠는 순위와 무늬에 따라 다른 카드 조합이지만, 시작 패로서는 동일한 가치를 갖는다.
이러한 동등성 때문에 효과적으로 다른 홀 카드 조합은 169가지뿐이다. 이 중 13가지는 듀스(2)부터 에이스까지의 페어이다. 순위가 다른 두 장의 카드를 가질 수 있는 방법은 78가지이다 (에이스가 포함된 12가지 가능한 패, 킹은 포함되지만 에이스는 없는 11가지 가능한 패, 퀸은 포함되지만 에이스나 킹은 없는 10가지 가능한 패 등). 두 홀 카드 모두 플러시에서 사용될 수 있다면 같은 무늬여야 하지만, 페어는 절대 같은 무늬일 수 없으므로, 13가지 가능한 페어, 78가지 가능한 같은 무늬가 아닌 패, 그리고 78가지 가능한 다른 무늬("오프 수트")가 아닌 패가 있어 총 169가지 가능한 패가 된다. 같은 무늬의 시작 패는 다른 무늬의 시작 패보다 강하지만, 이 강점의 크기는 게임마다 논의의 여지가 있다.
시작 패의 수가 제한되어 있기 때문에, 대부분의 전략 가이드에는 각 시작 패에 대한 자세한 논의가 포함되어 있다. 이는 시작 카드 조합의 수가 너무 많아 전략 가이드가 패를 광범위한 범주로 묶어야 하는 다른 포커 게임과 홀덤을 구별한다. 이 적은 수의 또 다른 결과는 개별 패에 대한 구어적인 이름의 확산이다.

### 베팅 구조의 전략적 차이
텍사스 홀덤은 일반적으로 "현금" 또는 "링" 게임과 토너먼트 게임의 두 가지 형태로 플레이된다. 이 다른 형태들의 전략은 다양할 수 있다.

#### 현금 게임
포커 토너먼트가 등장하기 전에는 모든 포커 게임이 플레이어가 실제 돈(또는 돈을 나타내는 칩)을 베팅하는 방식으로 진행되었다. 개별 핸드에 실제 돈을 거는 게임은 여전히 매우 흔하며 "현금 게임" 또는 "링 게임"이라고 불린다.
홀덤의 노 리밋 및 고정 리밋 현금 게임 버전은 전략적으로 매우 다르다. 도일 브런슨은 "이 게임들은 너무 달라서 두 가지 유형의 홀덤에서 최고 수준에 오르는 플레이어는 많지 않다. 많은 노 리밋 플레이어는 리밋 게임에 적응하기 어려워하고, 리밋 플레이어는 노 리밋에서 뛰어나기 위해 필요한 용기와 '감각'이 부족한 경우가 많다"고 주장한다. 리밋 게임에서는 베팅 크기가 제한되므로 블러프 능력이 다소 제한된다. 리밋 포커에서는 (보통) 자신의 모든 칩을 걸 위험이 없기 때문에, 플레이어는 때때로 더 많은 위험을 감수하도록 조언받는다.
낮은 스테이크 게임 또한 높은 스테이크 게임과 다른 특성을 보인다. 소액 게임은 종종 각 핸드에 더 많은 플레이어가 참여하며, 극도로 수동적(레이즈 및 베팅이 거의 없음)일 수도 있고, 극도로 공격적(많은 레이즈)일 수도 있다. 이러한 소액 게임의 차이 때문에 오직 그런 게임만을 다루는 여러 책이 출판되었다.

#### 토너먼트
텍사스 홀덤은 많은 유명 토너먼트, 예를 들어 월드 시리즈 오브 포커 메인 이벤트에서 주된 이벤트로 플레이되고 전반적으로 가장 흔한 토너먼트이기 때문에 포커 토너먼트와 자주 연관된다. 전통적으로 포커 토너먼트는 플레이어의 토너먼트 지분을 나타내는 칩으로 플레이된다. 표준 플레이는 모든 참가자가 고정된 금액으로 "바이인"하고 모든 플레이어가 동일한 칩 가치로 시작한다. 플레이는 한 플레이어가 모든 칩을 모으거나 남은 플레이어들 사이에 남은 상금 풀을 "찹"하는 합의가 이루어질 때까지 진행된다. 상금 풀은 토너먼트에서 끝난 순위에 따라 플레이어들에게 재분배된다. 플레이어의 소수만이 돈을 받고, 대다수는 아무것도 받지 못한다. 포커 저자 앤디 글레이저는 그의 책 '포커 완전 초보자 가이드'에서 "비율이 표준화되어 있지는 않지만, 일반적인 경험칙은 100명의 참가자당 한 테이블(보통 9명)이 돈을 받는다"고 말한다. 대략 10%의 플레이어가 토너먼트에서 돈을 받는다는 것이 좋은 경험칙이다. 결과적으로, 포커 토너먼트의 전략은 현금 게임과 매우 다를 수 있다.
토너먼트에서 적절한 전략은 자신이 가진 칩의 양, 토너먼트의 단계, 다른 사람들이 가진 칩의 양, 그리고 상대방의 플레이 스타일에 따라 크게 달라질 수 있다. 일부 저자들은 여전히 타이트한 플레이 스타일을 권장하지만, 다른 저자들은 현금 게임에서 플레이하는 것보다 토너먼트에서 더 루즈한 플레이(더 많은 핸드를 플레이)를 권장한다. 토너먼트에서는 블라인드와 안테가 정기적으로 증가하며, 토너먼트 후반부에는 훨씬 더 커질 수 있다. 이는 플레이어들이 블라인드가 작을 때라면 보통 플레이하지 않을 핸드를 플레이하도록 강요할 수 있으며, 이는 더 루즈하고 더 공격적인 플레이를 유도할 수 있다.

#### 핸드 평가
텍사스 홀덤에서 가장 중요한 것 중 하나는 핸드를 평가하는 방법을 아는 것이다.
각 핸드를 플레이하는 전략은 핸드의 강도에 따라 매우 다를 수 있다. 예를 들어, 강한 핸드의 경우, 플레이어는 약해 보이는 척하여 약한 핸드를 가진 다른 플레이어들을 겁주어 폴드하게 만들고 싶을 수 있는 반면, 약한 핸드의 경우, 플레이어는 다른 플레이어들을 블러프하여 폴드하게 만들려고 할 수 있다.
핸드 강도를 평가하는 방법에는 여러 가지가 있으며, 가장 일반적인 두 가지는 아웃 계산과 계산기 사용이다.

##### 아웃 계산
이 방법은 덱에 남아있는 카드를 세는 것으로 구성되며, 플레이어가 이미 가지고 있는 카드와 조합하여 플레이어에게 잠재적으로 승리하는 핸드를 줄 수 있다.
이러한 카드를 "아웃"이라고 부르며, 핸드 강도는 덱에 얼마나 많은 아웃이 남아 있는지에 따라 측정될 수 있다(아웃이 많으면 그 중 하나를 얻을 확률이 높으므로 핸드가 강하다). 다음 표는 덱에 남아있는 카드 수와 드로우 유형에 따라 아웃(플레이어의 핸드를 개선하는 것)을 맞출 확률을 결정한다.
| 아웃 | 한 장 % | 두 장 % | 한 장 배당률 | 두 장 배당률 | 드로우 유형                                                                                         |
| ---- | ------- | ------- | ------------ | ------------ | --------------------------------------------------------------------------------------------------- |
| 1    | 2%      | 4%      | 46           | 23           | 인사이드 스트레이트 플러시                                                                          |
| 2    | 4%      | 8%      | 22           | 12           | 포켓 페어 투 셋                                                                                     |
| 3    | 7%      | 13%     | 14           | 7            | 원 오버카드                                                                                         |
| 4    | 9%      | 17%     | 10           | 5            | 인사이드 스트레이트 / 투 페어 투 풀 하우스                                                          |
| 5    | 11%     | 20%     | 8            | 4            | 원 페어 투 투 페어 또는 트립스                                                                      |
| 6    | 13%     | 24%     | 6.7          | 3.2          | 노 페어 투 페어 / 투 오버카드                                                                       |
| 7    | 15%     | 28%     | 5.6          | 2.6          | 인사이드 스트레이트 & 원 오버카드                                                                   |
| 8    | 17%     | 32%     | 4.7          | 2.2          | 오픈 스트레이트                                                                                     |
| 9    | 19%     | 35%     | 4.1          | 1.9          | 플러시                                                                                              |
| 10   | 22%     | 38%     | 3.6          | 1.6          | 인사이드 스트레이트 & 투 오버카드                                                                   |
| 11   | 24%     | 42%     | 3.2          | 1.4          | 오픈 스트레이트 & 원 오버카드                                                                       |
| 12   | 26%     | 45%     | 2.8          | 1.2          | 플러시 & 인사이드 스트레이트 / 플러시 & 원 오버카드                                                 |
| 13   | 28%     | 48%     | 2.5          | 1.1          | |
| 14   | 30%     | 51%     | 2.3          | 0.95         | 오픈 스트레이트 & 투 오버카드                                                                       |
| 15   | 33%     | 54%     | 2.1          | 0.85         | 플러시 & 투 오버카드 / 플러시 & 오픈 엔디드 스트레이트 / 플러시 & 인사이드 스트레이트 & 원 오버카드 |
| 16   | 34%     | 57%     | 1.9          | 0.75         | |
| 17   | 37%     | 60%     | 1.7          | 0.66         | |

아웃의 수를 2 또는 4로 곱하는 것(두 배 규칙 또는 네 배 규칙)은 위 표의 한 장 % 또는 두 장 %에 대한 합리적인 근사치를 제공한다. 예를 들어, 플롭에서 오픈 스트레이트 드로우는 8개의 아웃을 가지므로, 턴에서 스트레이트를 맞출 확률은 16%(8 x 2)이고 리버에서 맞출 확률은 32%(8 x 4)이다.

##### 계산기
계산기는 핸드의 승률(테이블에 있는 카드와 결합하여)을 계산하는 포커 도구이다. 계산기는 정확한 승률을 제공하지만 라이브 게임에서는 사용할 수 없으므로 주로 인터넷 포커 게임에서 사용된다. 알려진 최초의 상업용 포커 계산기는 마이크 카로(Mike Caro)가 판매했다. 위자드 오브 오즈(Wizard of Odds)의 마이클 섀클포드(Michael Shackleford)는 나중에 자신의 웹사이트에서 대중에게 무료로 제공했다.

## 비슷한 게임
텍사스 홀덤과 유사한 다른 포커 변형들이 있다. 홀덤은 일부 카드를 모든 플레이어가 사용할 수 있는 커뮤니티 카드 게임의 한 종류이다. 다섯 장의 커뮤니티 카드를 사용하는 다른 여러 게임들도 있으며, 이들 또한 일부 비공개 카드를 사용하므로 텍사스 홀덤과 유사하다. 로열 홀덤은 텍사스 홀덤과 동일한 구조를 가지고 있지만, 덱에는 에이스, 킹, 퀸, 잭, 텐만 포함되어 있다. 파인애플과 오마하 홀덤은 모두 플롭 전에 각 개인이 받는 카드 수(및 패를 구성하는 데 사용할 수 있는 규칙)를 변경하지만, 그 이후로는 동일하게 딜된다. 더블 텍사스 홀덤에서는 각 플레이어가 3장의 홀 카드를 받으며, 각 플레이어는 2장 카드 패 2개를 가지지만 바깥쪽 카드들은 서로 플레이되지 않는 중간 공통 카드를 설정한다. 또는 더블 보드 홀덤에서는 모든 플레이어가 동일한 수의 개인 카드를 받지만, 두 세트의 커뮤니티 카드가 있다. 승자는 각 개별 보드에 대해 선택되어 각자가 팟의 절반을 받거나, 플레이어들이 합의한 규칙에 따라 최고의 전체 패가 전체 팟을 차지한다.
또 다른 변형은 그리스 홀덤으로 알려져 있으며, 이 게임에서는 각 플레이어가 두 홀 카드와 보드에서 3장의 카드만을 사용해야 하며, 7장 중 5장의 최고의 카드를 사용하는 대신 그렇다.
마닐라는 한때 호주에서 인기 있었던 홀덤 변형이다. 마닐라에서는 플레이어들이 줄어든 덱(7보다 낮은 카드가 없는 덱)에서 두 장의 비공개 카드를 받는다. 텍사스 홀덤과 달리 다섯 장의 보드가 한 번에 한 장씩 딜된다. 각 카드 후에 베팅 라운드가 있다. 마닐라에는 위에서 언급한 변형과 유사한 자체 변형이 여러 가지 있다.
식스 플러스 홀덤 (숏덱 홀덤으로도 알려짐)은 텍사스 홀덤의 커뮤니티 카드 포커 게임 변형으로, 2부터 5까지의 카드가 제거된다. 각 플레이어는 두 장의 카드를 뒤집어 받고, 7장의 카드(다섯 장의 커뮤니티 카드와 자신의 두 장의 홀 카드) 중 어떤 조합으로든 자신의 최고의 다섯 장의 포커 패를 만들려고 한다.

## 같이 보기
- 포커 용어 사전
- 그리스 홀덤
- 포커 패 목록
- 포커 확률
- 오마하 홀덤